# Carillo Gritti
Carillo Gritti, né le 12 mai 1942 à Martinengo (Lombardie, Italie) et mort le 9 juin 2016, est un prélat et missionnaire catholique italien, chargé de la prélature territoriale d'Itacoatiara de 2000 à 2016.

## Biographie
Ordonné prêtre pour les Missionnaires de la Consolata le 24 juin 1967, il arrive en Amazonie en 1979 pour prendre en charge la prélature de Santa Luzia, au sud de Manaus, où il exerce sa fonction de pasteur durant seize ans. Après la mort de Mgr Jorge Eduardo Marskell en 1998, le siège d'Itacoatiara reste vacant jusqu'au 5 janvier 2000, date à laquelle Mgr Gritti est nommé prélat du lieu. Il est consacré évêque le 19 mars suivant par Mgr Alfio Rapisarda, assisté de Mgrs Luiz Soares Vieira et Giuliano Frigeni.
Il consacre alors son épiscopat aux jeunes, pour lesquels il fonde notamment un atelier de travail du bois, desservant plus de 400 élèves. Il est également un fervent défenseurs des droits de l'homme. Enfin, il ordonne la rénovation totale de la cathédrale Notre-Dame du Rosaire.
En 2010, il est reçu à l'Assemblée législative de l'État d'Amazonas par les députés Belarmino Lins, Therezinha Ruiz et Nelson Sour, qui lui remettent le titre de citoyen Amazonien. 